# سن پیرو پاتی
سن پیرو پاتی (به ایتالیایی: San Piero Patti) یک کومونه در ایتالیا است که در استان مسینا واقع شده‌است.

## خصوصیات
سن پیرو پاتی ۴۱٫۶ کیلومترمربع مساحت و ۳٬۳۷۸ نفر جمعیت دارد.